# Parlament Rumunii

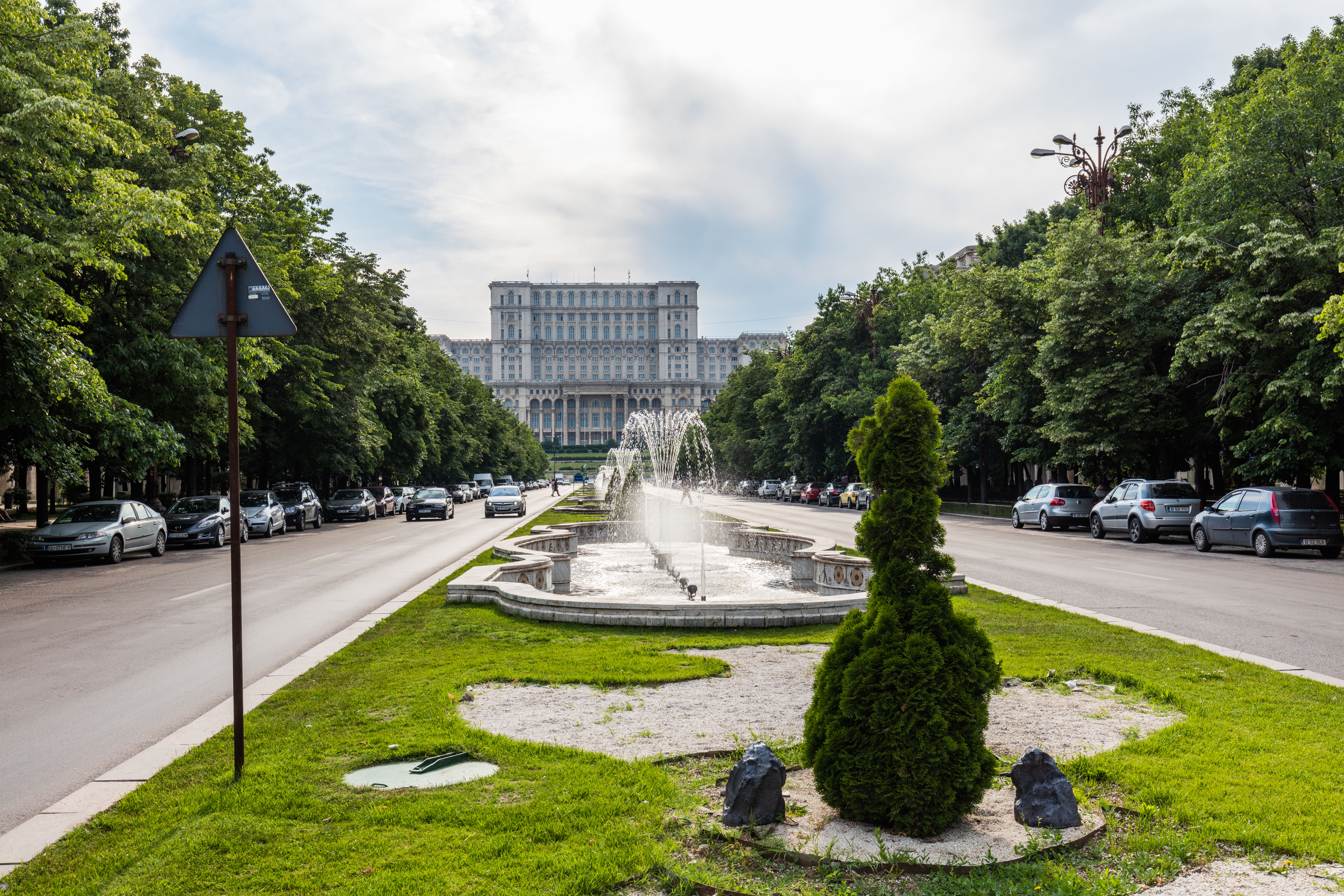
Pałac Parlamentu w Bukareszcie

Parlament Rumunii (rum. Parlamentul României) - główny organ władzy ustawodawczej w Rumunii. Składa się z dwóch izb: liczącej 315 członków Izby Deputowanych (której faktyczna liczebność jest jednakże większa ze względu na specyfikę ordynacji wyborczej) oraz Senatu, w skład którego wchodzi 137 osób.
Obie izby wybierane są z zastosowaniem tzw. ordynacji mieszanej, łączącej w sobie elementy systemu większościowego i proporcjonalnego. Większość parlamentarzystów wyłaniana jest w jednomandatowych okręgów wyborczych, ale równocześnie istnieją charakterystyczne dla systemu proporcjonalnego listy krajowe. 
W listopadzie 2009 w Rumunii odbyło się referendum, w którym większość obywateli opowiedziała się za likwidacją Senatu i ograniczeniem liczebności parlamentu do maksymalnie 300 osób. Głosowanie miało jednak charakter wyłącznie konsultacyjny, zaś do wprowadzenia tych zmian w życie niezbędna będzie nowelizacja konstytucji Rumunii.
Od 2005 siedzibą obu izb jest Pałac Parlamentu w Bukareszcie. Wcześniej w gmachu tym zbierała się tylko Izba, zaś Senat pracował w Pałacu Senatu, gdzie obecnie mieści się Ministerstwo Administracji i Spraw Wewnętrznych. 